# Prinsessan Hedvig Sophia
Die Prinsessan Hedvig Sophia war ein 84-Kanonen-Linienschiff  der schwedischen Marine, das von 1692 bis 1715 in Dienst stand.

## Geschichte

### Bau
Das ursprünglich Drottning Ulrika Eleonora  nach der schwedischen Königin Ulrika Eleonora genannte Schiff wurde im Jahr 1692 gebaut und gehörte als eines der ersten zu den großen Schiffsbauten auf der neu gegründeten Karlskronaer Marinewerft. Baumeister der Drottning Ulrika Eleonora war Francis Sheldon der Jüngere, der zu einer englischen Familie gehörte, die zahlreiche Schiffsbaumeister in schwedischen Diensten stellte. Das Schiff zeigt jedoch Baumerkmale niederländischer Schiffe.
Die Drottning Ulrika Eleonora war von Hans Wachtmeister in seiner Eigenschaft als Admiralitätsrat an König Karl XI. als das neue Schiff der größten Sorte berichtet worden. Nach dem Bau weiterer neuer Schiffe wurde am 30. September 1694 der Name Drottning Ulrika Eleonora auf ein anderes Schiff übertragen und die nun ehemalige Drottning Ulrika Eleonora erhielt den Namen Wenden. Bei einem weiteren großen Ringtausch der Schiffsnamen in der schwedischen Flotte einen Monat später wurde die Wenden in Prinsessan Hedvig Sophia nach Hedwig Sophia von Schweden, der ältesten Tochter des Königs, der Ehefrau von Herzog Friedrich IV. von Schleswig-Holstein-Gottorf, umbenannt.

### Untergang
Unter dem Namen Prinsessan Hedvig Sophia wurde sie im Großen Nordischen Krieg eingesetzt. Sie nahm am Einsatz im Jahr 1700 gegen Kopenhagen und am 4. Oktober 1710 an einem Seegefecht vor der Køge-Bucht teil. Als Flaggschiff eines aus vier Linienschiffen und zwei Fregatten bestehenden schwedischen Verbandes kreuzte sie im Frühjahr 1715 unter der Führung des Konteradmirals Carl Hans Wachtmeister nahe der dänischen Küste in der Ostsee. Ausgelegt war das Schiff für eine Besatzung von 430 Mann; wegen der in Nordeuropa wütenden Pest waren jedoch nur 345 Mann man Bord.
Der schwedische Verband wurde von einem aus elf Schiffen bestehenden dänischen Verband am 24. April 1715 gestellt und in die verlustreiche Seeschlacht bei Fehmarn verwickelt. Dabei erhielt die Prinsessan Hedvig Sophia schon mit der ersten Salve fünf Treffer unterhalb der Wasserlinie. In der Nacht entkamen die schwerbeschädigten schwedischen Schiffe nach Westen. Da ein Ausbruch aufgrund ungünstiger Winde jedoch nicht möglich war, entschloss sich Wachtmeister, die eigenen Schiffe am Ausgang der Kieler Förde zu versenken, um sie nicht in dänische Hände fallen zu lassen. Die Masten wurden gekappt und sämtliche Kanonen und Geschosse über Bord geworfen, bevor man die Prinsessan Hedvig Sophia auf Grund laufen ließ. Die Spur von Geschützen, die unweit der Reste des Wracks gefunden wurden, konnten jedoch auch von einem anderen Schiff stammen.
Die anderen Schiffe hingegen gelangten in dänische Gewalt, da der Fregattenkapitän Peter Wessel den Plan durchschaut und damit gedroht hatte, die schwedischen Seeleute im Falle der Selbstversenkung ihrer Schiffe zu töten.

### Wrackfund

Informationstafel zur Prinsessan Hedvig Sophia – mit Fotos der Unterwasserfunde

Obwohl ein Berufstaucher bereits im Jahr 1970 zwei unterschiedliche Kanonen entdeckt hatte, wurden Reste des Wracks der Prinsessan Hedvig Sophia erst im Jahr 2008 in sechs Meter Tiefe von Tauchern entdeckt und im darauf folgenden Jahr von Archäologen identifiziert. 2010 und 2011 wurde das Wrack in Zusammenarbeit des Institutes für maritime Archäologie der süddänischen Universität in Esbjerg, des Instituts für Ur- und Frühgeschichte der Universität Kiel und des Landesdenkmalamts Schleswig-Holstein weiter untersucht. Erhalten ist nur die Bodenschale unter einer Schicht von Ballaststeinen (23 × 12 Meter). Die Reste sollen nicht geborgen werden und wurden mittlerweile unter Denkmalschutz gestellt. Sie befinden sich im Seegebiet vor Bülk bei Strande. Den Weg zu der Stelle, an der das Schiff versenkt wurde, säumt eine auf dem Meeresgrund verlaufende eineinhalb Kilometer lange Metallspur der Kanonen und Geschosse, die über Bord geworfen wurden.

## Technische Beschreibung
Die Prinsessan Hedvig Sophia war als Batterieschiff mit drei durchgehenden Geschützdecks konzipiert und hatte eine Länge von 47,25 Metern (Geschützdeck), eine Breite von 12,17 Metern und einen Tiefgang von 6,09 Metern, bei einer Verdrängung von 1650 Tonnen. Sie war ein Rahsegler mit drei Masten (Fockmast, Großmast und Kreuzmast). Die Bewaffnung bestand aus 76 bis 84 Kanonen.
|        | Unteres Batteriedeck | Mittleres Batteriedeck | Oberes Batteriedeck | Backdeck                    | Achterdeck                  | Kanonen (Geschossgewicht) |
| ------ | -------------------- | ---------------------- | ------------------- | --------------------------- | --------------------------- | ------------------------- |
| Design | 26 × 24-Pfünder      | 24 × 18-Pfünder        | 22 × 12-Pfünder     | 4 × 6-Pfünder 4 × 3-Pfünder | 4 × 6-Pfünder 4 × 3-Pfünder | 80 Kanonen (288,22 kg)    |

## Bemerkungen
1. ↑  Bei der Berechnung des Gewichtes einer Breitseite kann es zu Unterschieden kommen, da in der damaligen Zeit ein Pfund, je nach Land, unterschiedliche Gewichtswerte hatte. Das schwedische Skålpund hatte z. B. ein Gewicht von 425,07 Gramm, während das englische Pound ein Gewicht von 453,592 Gramm hatte.

## Ähnliche Schiffe
- Duke – englisches 90-Kanonen-Schiff (Stapellauf 1682)
- Cumberland – englisches 80-Kanonen-Schiff (Stapellauf 1695)
- Sceptre-Klasse – französische Klasse von zwei 84-Kanonen-Schiffen (Stapelläufe 1691)
- Drottning Ulrika Eleonora – schwedisches 84-Kanonen-Schiff (Stapellauf 1719)